# Guerriera Guerrieri
Guerriera Guerrieri (Cortona, 26 settembre 1902 – Cortona, 1º novembre 1980) è stata una bibliotecaria italiana.

## Biografia
Nasce da Guerriero, funzionario di banca, e da Ida Dragoni, insegnante. Frequenta il Ginnasio “Benedetti” della sua città natale per proseguire il liceo a Firenze dove il padre dirige la filiale della Banca Cortonese; il padre viene successivamente trasferito a Napoli, dove la figlia può ultimare il liceo e immatricolarsi alla Facoltà di Lettere dell'Università degli studi di Napoli. A Napoli consegue il diploma in Paleografia e dottrine archivistiche presso l’Archivio di Stato di Napoli e nel 1926 si laurea a pieni voti in Lettere classiche con una tesi su Francesco Benedetti da Cortona. Negli ultimi mesi del 1927 la giovane docente si avvicina al mondo del libro riordinando la biblioteca nella Reggia di Capodimonte e, grazie a questa esperienza, matura il proposito di abbandonare la didattica per dedicarsi al lavoro di bibliotecaria. Nel 1928 prende servizio come volontaria presso la Biblioteca nazionale traslocata da poco a Palazzo Reale. Nel 1932 vince il concorso per l’ammissione nel ruolo delle biblioteche pubbliche governative entrando, il 26 febbraio 1933, nell’organico della Nazionale. I primi anni del suo ufficio di bibliotecaria la vedono assegnata al reparto rari in cui riesce a ricostruire la fisionomia della “Vittorio Emanuele III” come parte viva e integrante della più generale storia culturale della città. Dal 1941 l’impegno della Guerrieri viene completamente assorbito dalla salvaguardia del patrimonio bibliografico – non solo di proprietà della Nazionale – minacciato dalla guerra. Dal marzo del 1942, in qualità di bibliotecaria capo e Soprintendente bibliografico, si occupa personalmente del trasporto dei materiali librari nei vari ricoveri individuati sul territorio. Mette in salvo dai bombardamenti manoscritti e incunaboli trasferendoli prima nel Monastero di Montevergine e poi nel Palazzo abbaziale di Loreto, ed estendendo e intensificando l’azione di protezione e difesa anche ad altri volumi che, con 1437 casse, furono portati in ricoveri fuori sede anche a Teano, a Calvi Risorta, a San Giorgio del Sannio e ad Aversa. La Guerrieri seppe opporsi con fermezza, prima ai Tedeschi che intendevano appropriarsi di parte del materiale, e poi alle truppe alleate che pure tentavano di prendere i libri siti nei ricoveri e che volevano requisire alcuni locali della Biblioteca Nazionale. Le vicende personali e storiche di quegli anni rivivono nei contributi della Guerrieri in varie importanti riviste nazionali e nel diario di guerra pubblicato nel 1980. Durante questi mesi turbolenti non trascura però il lavoro ordinario riuscendo a incamerare molti periodici e numerose pubblicazioni. Nel febbraio del 1945 la Biblioteca Nazionale riacquista tutto il materiale e riprende pienamente il servizio pubblico. Anche Benedetto Croce, con sincera riconoscenza per le cure prestate alla sua biblioteca privata, le riserverà ammirevoli parole. Nominata nel Comitato direttivo del Centro nazionale per il Catalogo unico delle biblioteche italiane e per le informazioni bibliografiche, implementa il catalogo alfabetico generale, confluito poi nel Primo catalogo collettivo delle biblioteche italiane. Collocata a riposo nell’ottobre del 1967 può continuare gli studi con relazioni e convegni, contributi in volumi collettanei oltre a saggi e articoli.
Viene eletta socia dell’Accademia Pontaniana di Napoli, dell’Accademia Etrusca di Cortona, della Cosentina, dell’Accademia di belle arti di Napoli di cui è Presidente dal 1973 al 1975. Direttrice, negli anni settanta, del Centro rete del Servizio nazionale di lettura fu presidente dall’AIB sezione Campania, successivamente presidente onoraria dopo il forzato trasferimento a Cortona per le precarie condizioni di salute. Nel 1968 fu insignita della medaglia d’oro dal Ministero della Pubblica Istruzione quale benemerita della scuola, della cultura e dell'arte e nel 1976 fu nominata le fu assegnato il titolo di Grande ufficiale dell'ordine al merito della Repubblica Italiana.
Nel 2023 le è stato intitolato il monumentale Salone di Lettura della Biblioteca Nazionale di Napoli.

## Attività di insegnamento
Complementare alla sua opera di direttrice e soprintendente fu l’insegnamento ai bibliotecari, che riteneva “doveroso compito di chi dirige”. A dimostrazione di come ritenesse la formazione uno dei compiti essenziali, in veste di soprintendente tenne ben 48 corsi in Campania e in Calabria tra il 1942 e il 1967. Continuò la sua opera di formazione professionale anche dopo il suo collocamento a riposo. Fu docente di Biblioteconomia presso la scuola di perfezionamento post lauream per bibliotecari e Archivisti dell’Università di Napoli e anche presso la Facoltà di Magistero dell’Università degli Studi di Salerno, dal 1952 al 1972.

## Opere
Pubblicò numerose opere di letteratura professionale. Realizzò e diffuse, in ciclostilato, il “Bollettino delle nuove accessioni” per pubblicizzare trimestralmente le nuove acquisizioni (1957); scrisse la prefazione al primo volume del Catalogo dei manoscritti greci di Gino Pierleoni. Varò una collana delle “Pubblicazioni della Soprintendenza bibliografica per la Campania e la Calabria” e scrisse numerosi articoli e saggi in importanti riviste. Numerose le sue partecipazioni a convegni.

### Monografie
- Guerriera Guerrieri, "Costituzione e vita di una biblioteca. Corso di preparazione all’ufficio di bibliotecario, Napoli, Sezione Editoriale GUF Mussolini, 1942. (sette edizioni a partire dal 1942)
- Guerriera Guerrieri, Linee di Biblioteconomia e bibliografia, Napoli, Guida, 1971.
- Guerriera Guerrieri, Breve guida per il bibliotecario della biblioteca pubblica, Napoli, Guida, 1974.
- Guerriera Guerrieri, La Biblioteca nazionale Vittorio Emanuele III di Napoli, Napoli, Ricciardi, 1974.
- Guerriera Guerrieri, Vicende della Biblioteca nazionale di Napoli:diario di guerra, 1943-1945, Napoli, Industria tipografica artistica, 1980.

### Articoli
- La tomba di Virgilio, in Polimnia, II, n. 4-6, Cortona, 1925.
- Giacomo Leopardi bibliofilo, in Accademia e Biblioteche d'Italia, XIV, n. 2, Roma, 1939.
- Biblioteche popolari nella Campania e nella Calabria, in La riforma della Scuola, Roma, 1949.
- San Giacomo della Marca Bibliotecario, in Cenacolo Serafico, n. 1, Napoli, 1951.
- Per una rappresentazione teatrale a S. Maria Capua Vetere, in Archivio Storico di Terra di lavoro, II, Caserta, 1960.
- Per una fototeca dei manoscritti della scuola medica salernitana, in Saggi in onore di Leopoldo Cassese, Napoli, 1971.
- La pubblica lettura nella provincia di Napoli nella prospettiva di una società educante =Atti del convegno Verso un nuovo alfabeto sui problemi dell'educazione, Napoli, 1973.